# Nonzeville
Nonzeville ([nɔ̃zˈvil] ) ist eine französische Gemeinde mit 55 Einwohnern (Stand: 1. Januar 2022) im Département Vosges in der Region Grand Est (bis 2015 Lothringen). Sie gehört zum Arrondissement Saint-Dié-des-Vosges (bis 2024 Épinal) und ist Mitglied im Gemeindeverband Communauté de communes Bruyères-Vallons des Vosges. Die Bewohner werden Nonzevillois und Nonzevilloises genannt.

## Geografie
Die Gemeinde Nonzeville liegt 19 Kilometer nordöstlich von Épinal an einem Seitenbach der Arentèle. Die angrenzenden Gemeinden sind Destord, Pierrepont-sur-l’Arentèle und Gugnécourt.

## Bevölkerungsentwicklung

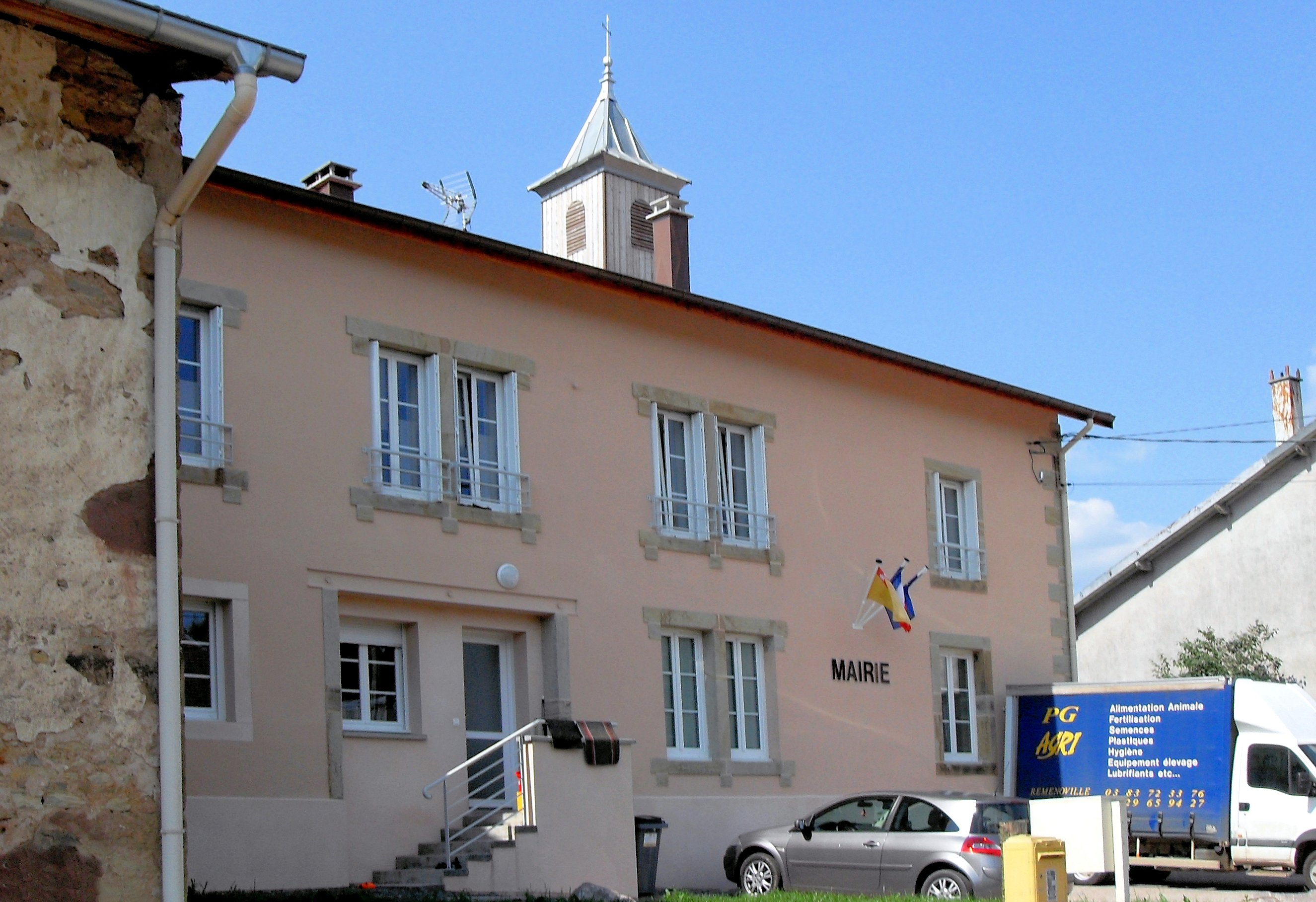
Rathaus (Mairie)

| 1962 | 1968 | 1975 | 1982 | 1990 | 1999 | 2009 | 2019 |
| ---- | ---- | ---- | ---- | ---- | ---- | ---- | ---- |
| 58   | 50   | 56   | 48   | 60   | 51   | 43   | 53   |